# 搖擺式炮塔

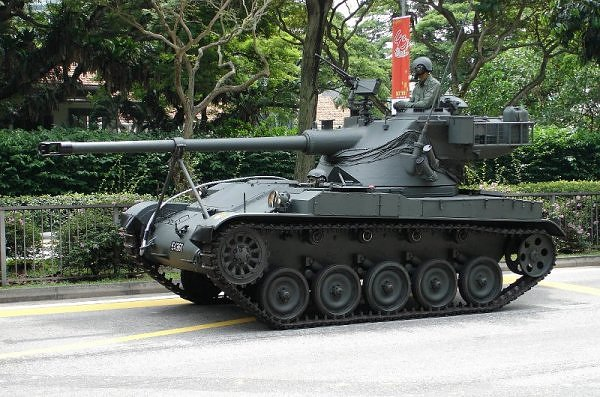
使用搖擺式砲塔的AMX-13輕型坦克。

搖擺式砲塔（英語：Oscillating turret）是裝甲戰鬥車輛所使用的一種砲塔類型。這種砲塔通常分為上下兩部分；兩個部分間由兩個獨立的承軸支撐。主砲的垂直移動（上升及下降）以及緩衝後座力的作業皆由砲塔的上半部完成，下半部則負責左右旋轉。
搖擺式砲塔並不常被使用。最常採用搖擺式砲塔設計的國家是法國，諸如AMX-13、AMX-50或是潘哈德裝甲車等裝甲戰鬥車輛皆使用了搖擺式砲塔；這些車輛皆利用了搖擺式砲塔的設計特色以將一門相對較重的主砲安裝至一個重量較輕的的底盤上。

## 設計

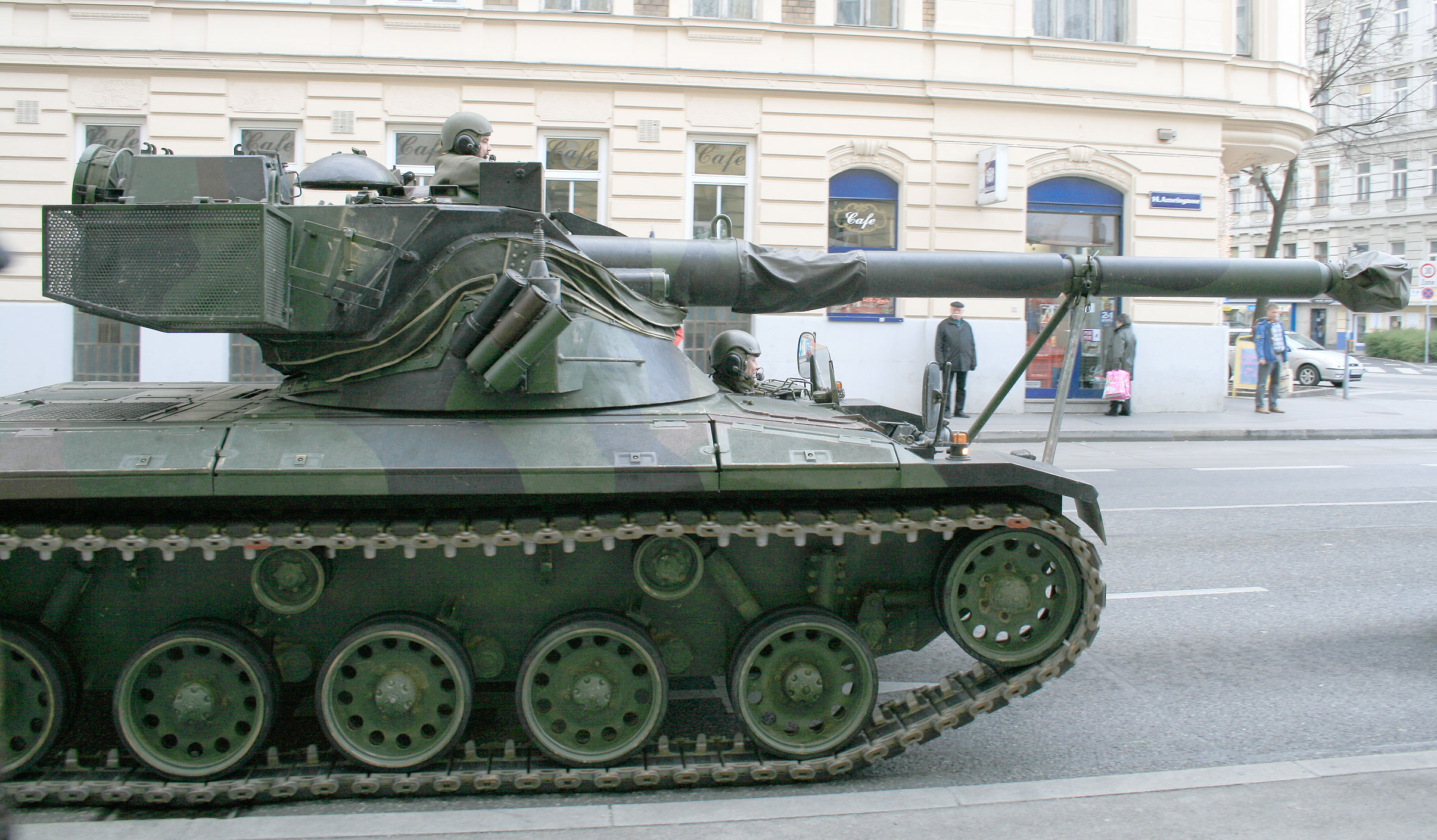
一輛SK-105胸甲騎兵式輕型坦克，注意砲塔高度幾乎與主砲相同。

搖擺式砲塔由上下兩部分構成；兩者之間由砲耳（即位於砲塔左右兩側的承軸）相連接。上下兩者之間的空隙通常會以橡膠或是帆布遮蓋。
主砲本身固定於砲塔的上半部。主砲的垂直瞄準及上下擺動則須整個上半部份一同動作方能達成。左右旋轉則是透過較為傳統的砲塔旋轉機構（也就是砲塔的下半部份）來進行360°轉動。

由於主砲與砲塔的上半部份是一體構成的，因此當主砲開火時，砲塔的上半部亦會隨著主砲一同後座。搖擺式砲塔一般都不會安裝砲盾，火砲的後膛亦會安裝於上部砲塔中。主砲的後座力會被一具油壓式氣體阻尼器吸收，但這具裝置並不與主砲連動，而是安裝於上下部砲塔的銜接機構中。

## 優點
搖擺式砲塔主要有兩大優點：第一，搖擺式砲塔可以在较小的砲塔上安装更大的火砲；第二，搖擺式砲塔安装自动装弹机更为简便。此外，搖擺式砲塔的特殊設計也能減少大口径主砲巨大的後座力。

### 較大的火砲
由于火砲固定于砲塔上半部分，开火时火砲不在砲塔内后座，使得砲塔座圈小的装甲车辆也可以轻松安装大口径的坦克砲。在輕型坦克及裝甲車上搭載不尋常的大口徑火砲（通常為90毫米主砲）的意义十分显著。在法國的軍事理論中，即便是輕型裝甲偵察車也應該要裝備強大火力，並要能擔任護衛主力部隊側翼的角色。考虑到輕裝甲車輛無須擔任驅逐戰車，因此一門大口徑但砲口初速稍低，並能發射高爆彈的主砲十分符合這些車輛的需求，摇摆砲塔是这一军事理论的保证。另外，為了增強AMX-13的反戰車能力，法國後來又於砲塔前方加裝了四具SS.11反戰車飛彈。

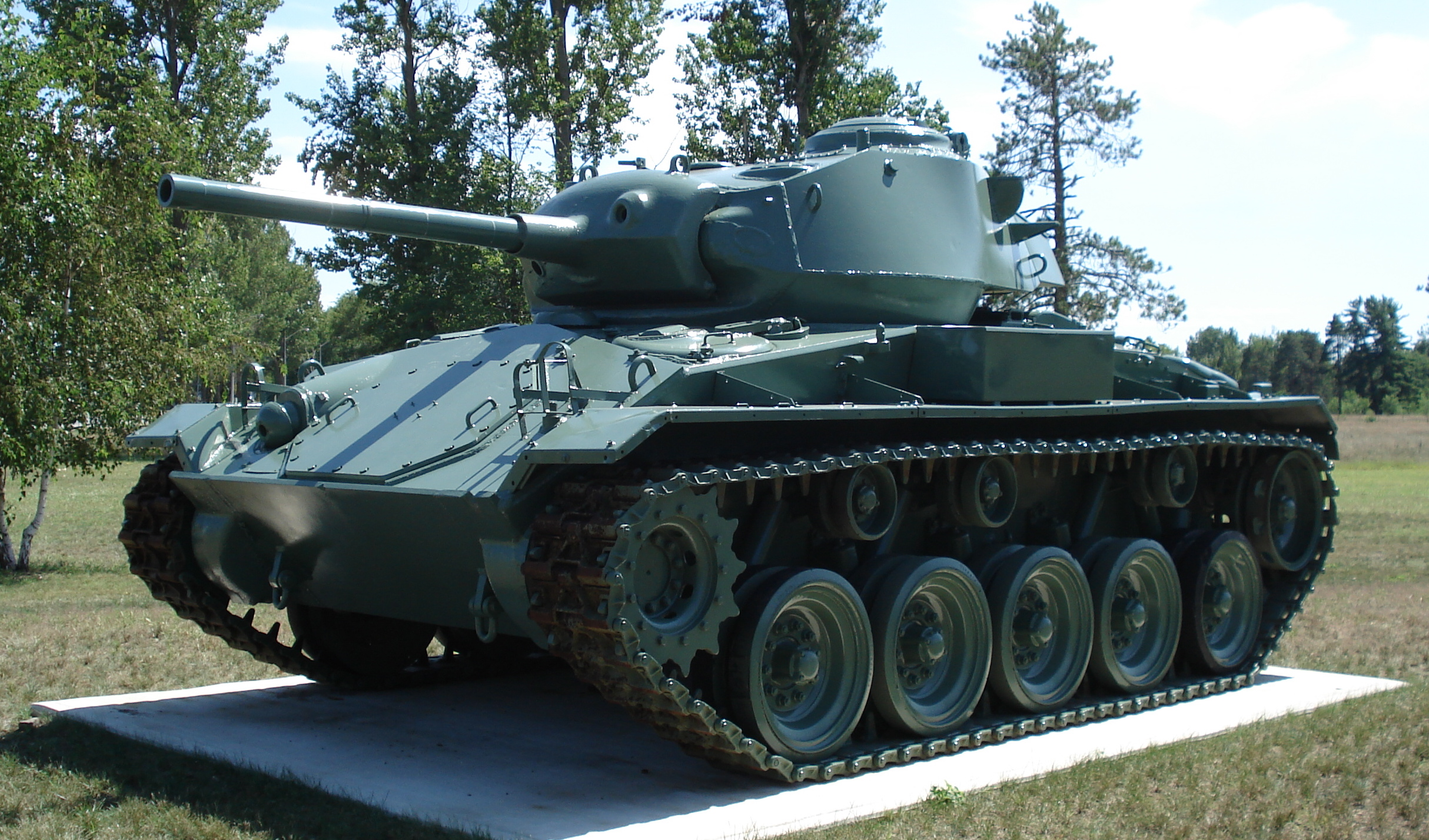
同样直径的砲塔座圈，M24霞飞轻型坦克只能装备一门75毫米中速砲。
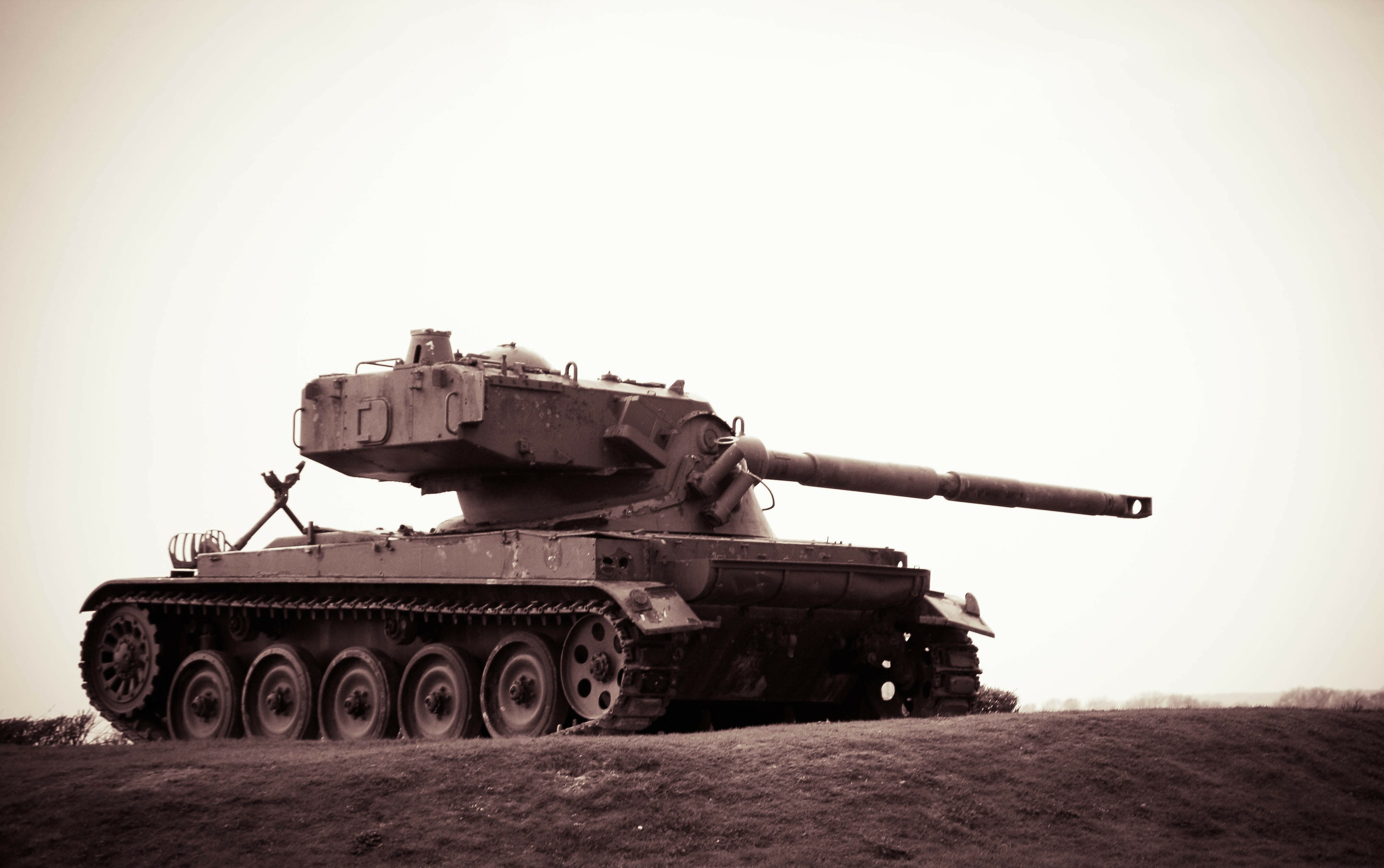
而AMX-13轻型坦克的摇摆砲塔能搭载90毫米甚至105毫米的坦克砲。

### 自動裝填
由於主砲被固定於上部砲塔中，因此在搖擺式砲塔上安裝自動裝彈機十分容易；在傳統砲塔上，由於主砲必須回到水平狀態方能重新裝填彈藥，因此自動裝彈機的工作效率相對較低。法國設計的自動裝彈機使用了兩個裝有六發彈藥的旋轉彈倉，並能發射兩種不同的彈種，提高了坦克的快速反应能力。

## 缺点

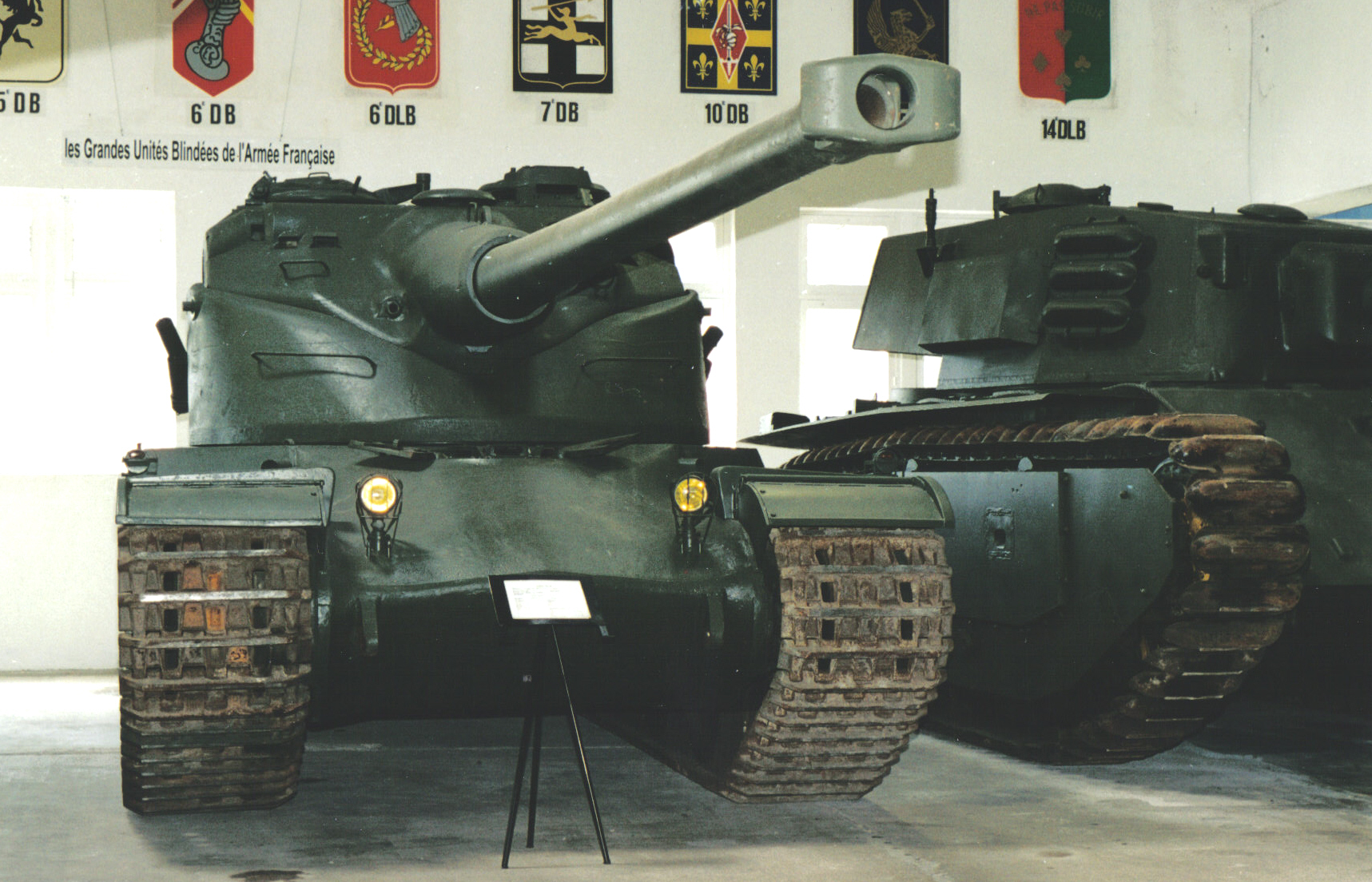
AMX-50重型坦克，裝有120毫米主砲的Tourelle D砲塔十分高大。

相比传统砲塔，摇摆砲塔的设计决定了其存在若干难以克服的缺点。

### 俯仰角
由于火砲安装位置较高，砲塔后方又设有突出的尾舱，摇摆式砲塔的俯仰角一般比较差，不利于复杂地形作战。以AMX-50重型坦克为例：AMX-50最初使用一门90毫米主砲，并安装摇摆式砲塔；接着主砲口径被改为100毫米。最终使用120毫米主砲的版本原本使用了传统砲塔，但后来被一款名为Tourelle D的摇摆式砲塔所取代。然而主砲的仰角不足，而后膛必须降至下部砲塔的空间中方能达到足够的仰角；这使得AMX-50的砲塔必须要有比起传统砲塔相对较高的主砲轴心。即使如此，AMX-50B的最大俯仰角也只有-8~14度。火砲固定于砲塔也决定了摇摆式砲塔无法使用火砲稳定仪。

### 防护

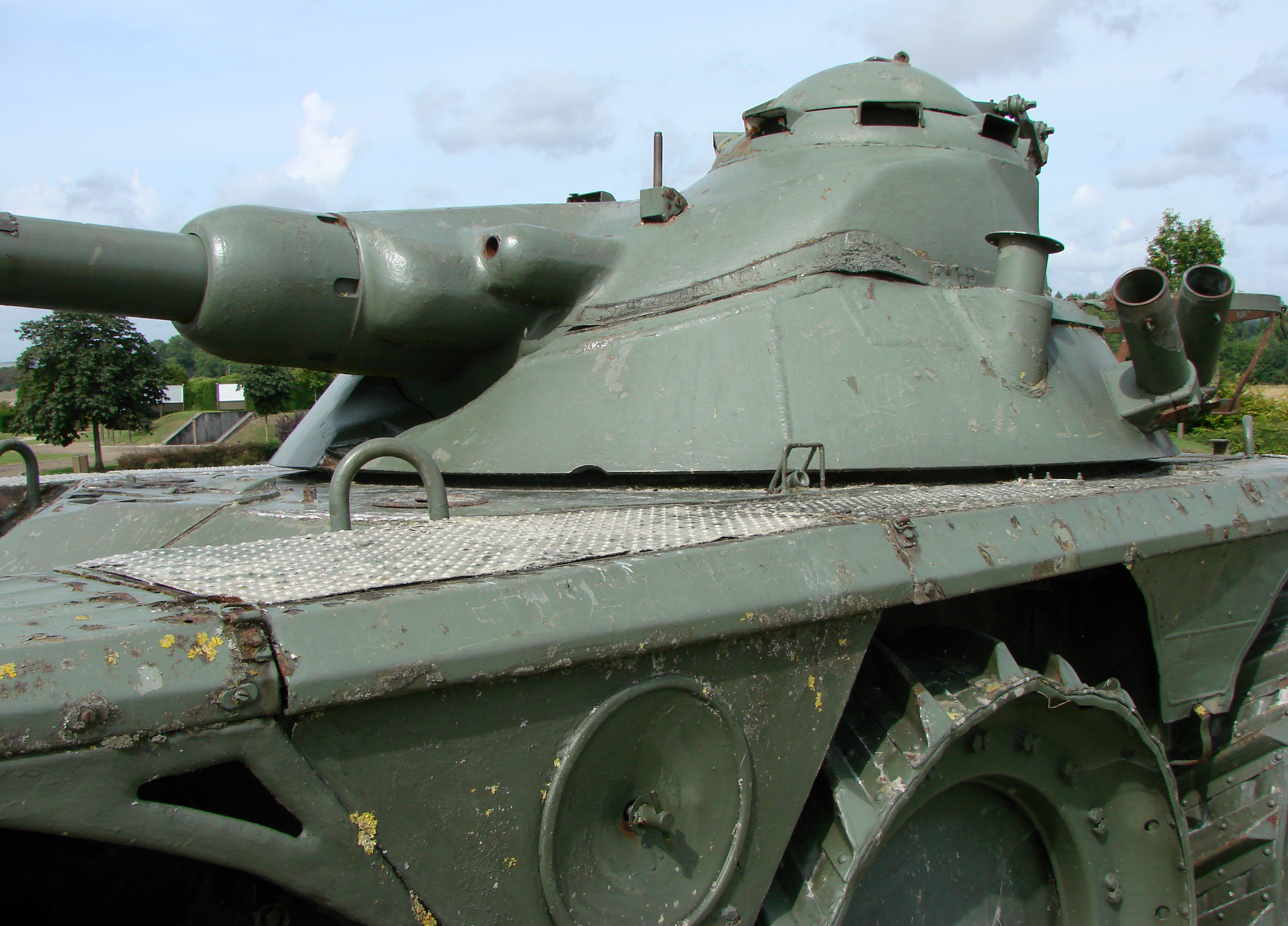
潘哈德裝甲車的砲塔，可见上下砲塔中的空隙，这对核生化防护十分不利

摇摆式砲塔的大部分重量集中于上半部分，中间的耳轴承受着巨大应力。受轴承材料限制，砲塔的装甲必然有所牺牲，这对于重型坦克而言尤为不利。因此，AMX-50的砲塔装甲不得不集中于正面，但为了保持相同的装甲厚度，结果造成砲塔高度上升，使人想起二战中英军所使用的挑战者坦克（以其高大的砲塔而闻名）；该砲塔甚至比征服者坦克的砲塔还高一英尺，而装甲却逊色很多。此外，摇摆式砲塔上下两件的结构使其不可能完全气密，无法为成员提供核生化保护，不符合五十年代的核战争背景。

### 自动装填
弹仓式装弹机虽然能提高短时间射速，却限制了坦克的可靠性和持久性。摇摆式砲塔上装弹机与现代俄罗斯坦克上常见的转盘式装弹机原理不同。以AMX-13为例，每次射击时，砲手需要手摇一个摇把，将砲弹从弹仓转到托盘上，再推入砲膛。随着火砲口径的增大，装弹机的机械结构愈发复杂，可靠性越低。AMX-50重型坦克的120毫米主砲自动装弹机就十分不可靠，一部分原因是因为120毫米砲弹的重量过重。一旦弹仓中的待发弹药全部用罄时，重新装填弹仓是相当费时的，且不易于战斗中实行。AMX-13在发射完两个弹仓共12发砲弹后，就必须撤出战场，造成火力空缺。

由此可见，摇摆式砲塔对轻型坦克的优点多于缺点，而对重型坦克的缺点胜过优点。因此，尽管以1950年代的标准而言，AMX-50等使用摇摆式砲塔的重型坦克虽然性能优秀，但这些高大且移动缓慢的旧世代战车在反战车导弹快速发展的1960年代便显得过时，最终难逃放弃厄运。相反，AMX-13和潘哈德裝甲車却利用摇摆式砲塔，能以小巧灵活的车体发挥最大的火力，终为世界各国广泛装备。

## 使用搖擺式砲塔的裝甲戰鬥車輛
法國
- AMX-13—一款被廣泛使用的輕型坦克[7]
- AMX-50—一款僅有原型車的重型坦克
- 潘哈德—裝甲偵察車

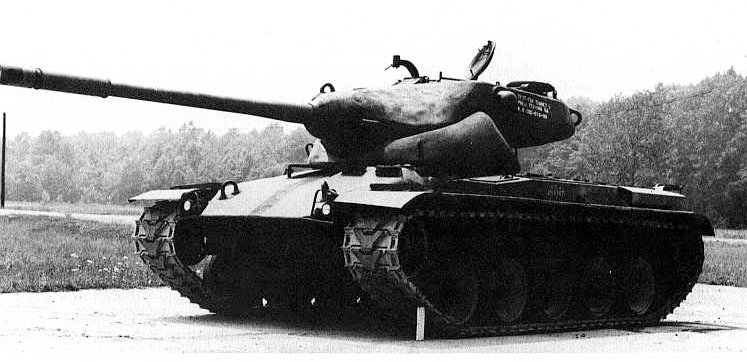
T69中型坦克

- 巴蒂尼奥勒-查狄伦25吨坦克—实验型中型坦克，仅两辆原型车
- 洛林40吨中型坦克—实验型中型坦克，AMX-50的竞争者
- 索玛SM中型坦克—实验型中型坦克，AMX-50的竞争者

奧地利
- SK-105胸甲騎兵式輕型坦克—使用AMX-13的FL-12砲塔，並安裝105毫米主砲[8]

埃及
- M4A4—裝有FL-10砲塔

美國
- M1128機動砲車— 是美國史崔克裝甲車系列的火砲裝甲車版本
- T69中型坦克[9]—以T42中型坦克底盘为基础的中型坦克原型车

- T54E1中型坦克—兩輛以M48巴頓坦克的底盤為基礎建造的原型車，裝有105毫米主砲以及自動裝彈機。[10]最初版本的T54使用傳統砲塔，後期型的T54E1則使用搖擺式砲塔。[11]
- T57重型坦克—一輛原型車於1950年代以M103重型坦克的底盤為基礎建造而成，使用120毫米主砲以及搖擺式砲塔。[12]

瑞典
- 埃米爾重型坦克（EMIL/KRV），配有自動裝填機的搖擺砲塔僅在計畫中，實際僅製作了底盤。
- strv74A2，使用strv74的車體加上FL10搖擺式砲塔。

德國
- 三穩砲塔測試車-以豹1的基礎製造的實驗性坦克，裝備L7線膛砲和30毫米機砲，頂部還有遙控機槍塔。